# Casper og hans allerbedste kammerater
Casper og hans allerbedste kammerater er en dansk børnefilm fra 2015 instrueret af Toke Lotz.

## Handling
Den socialt udfordrede Casper gør alt, hvad han kan for at blive accepteret af sine venner i en søvnig fynsk provinsby. Men ”kammeraterne” udnytter den let påvirkelige Casper, der sætter sig i den ene håbløse situation efter den anden i jagten på vennernes accept. Casper skal derfor lære at være sig selv, hvis han vil vinde venskab, anerkendelse og ikke mindst kærlighed.